# Actinoposthia haplovata
Actinoposthia haplovata är en plattmaskart som beskrevs av Jürgen Dörjes 1968. Actinoposthia haplovata ingår i släktet Actinoposthia och familjen Actinoposthiidae. Inga underarter finns listade i Catalogue of Life.